# خوزه ویوانکو
خوزه ویوانکو (انگلیسی: José Vivanco؛ زادهٔ ۲۲ فوریهٔ ۱۹۹۸) بازیکن فوتبال است.
از باشگاه‌هایی که در آن بازی کرده‌است می‌توان به باشگاه ورزشی سن لورنسو آلماگرو اشاره کرد.